# رامی حماده
رامی حماده (عربی: رامي حمادة؛ زادهٔ ۲۴ مارس ۱۹۹۴) بازیکن فوتبال اهل دولت فلسطین است.
وی همچنین در تیم‌های ملی فوتبال فلسطین، و فلسطین، و فلسطین، بازی کرده‌است.